# Liwa al-Muntasir Billah
Le Liwa al-Muntasir Billah (arabe : لواء المنتصر بالله, « La Brigade d'Al-Muntasir ») est un groupe rebelle de la guerre civile syrienne.

## Histoire
Le Liwa al-Muntasir Billah est affilié à l'Armée syrienne libre. Ses troupes sont entièrement constituées de Turkmènes de Syrie,.
Fin 2012, le groupe participe à la formation du Front de libération de Raqqa, qui s'empare de Raqqa en mars 2013,.
En 2015, le groupe intègre la chambre d'opérations Fatah Halab.
Fin 2016, après la défaite des rebelles à la bataille d'Alep, le groupe quitte la ville et rejoint le nord du gouvernorat,. Proche du Liwa Sultan Mehmed Fatih, il établit alors son quartier général à al-Raï, à l'ouest de Jarablus et participe à l'Opération Bouclier de l'Euphrate,. 
Fin 2017, le groupe intègre l'Armée nationale syrienne.
En 2018, le groupe prend part à la bataille d'Afrine.